# Crocidura harenna
Crocidura harenna és una espècie de mamífer pertanyent a la família de les musaranyes (Soricidae).
És endèmica d'Etiòpia.
Les seves principals amenaces són l'expansió agrícola, el sobrepasturatge del bestiar domèstic, la recollida de llenya i els incendis forestals.